# Champdor-Corcelles
Champdor-Corcelles ist eine französische Gemeinde im Département Ain in der Region Auvergne-Rhône-Alpes. Sie gehört zum Arrondissement Belley und zum Gemeindeverband Haut-Bugey Agglomération.

## Lage
Die Gemeinde Champdor-Corcelles liegt im Bugey an der Albarine, 36 Kilometer nördlich von Belley. Nachbargemeinden sind Vieu-d’Izenave und Brénod im Norden, Haut-Valromey im Osten und Südosten, Plateau d’Hauteville im Süden, Aranc im Südwesten, Izenave und Lantenay im Westen sowie Outriaz im Nordwesten.

## Geschichte
Champdor-Corcelles entstand als Commune nouvelle durch ein Dekret vom 27. November 2015 mit Wirkung vom 1. Januar 2016, indem die bisherigen Gemeinden Champdor und Corcelles zusammengelegt wurden. Diese sind seither Communes déléguées. Champdor ist der Hauptort (Chef-lieu).

### Bevölkerungsentwicklung
| Jahr                                                                  | 1962 | 1968 | 1975 | 1982 | 1990 | 1999 | 2006 | 2011 | 2020 |
| --------------------------------------------------------------------- | ---- | ---- | ---- | ---- | ---- | ---- | ---- | ---- | ---- |
| Einwohner                                                             | 595  | 603  | 572  | 639  | 666  | 646  | 636  | 713  | 636  |
| Quellen: Cassini und INSEE (bis 2011 Addition der Vorgängergemeinden) |      |      |      |      |      |      |      |      |      |

## Sehenswürdigkeiten

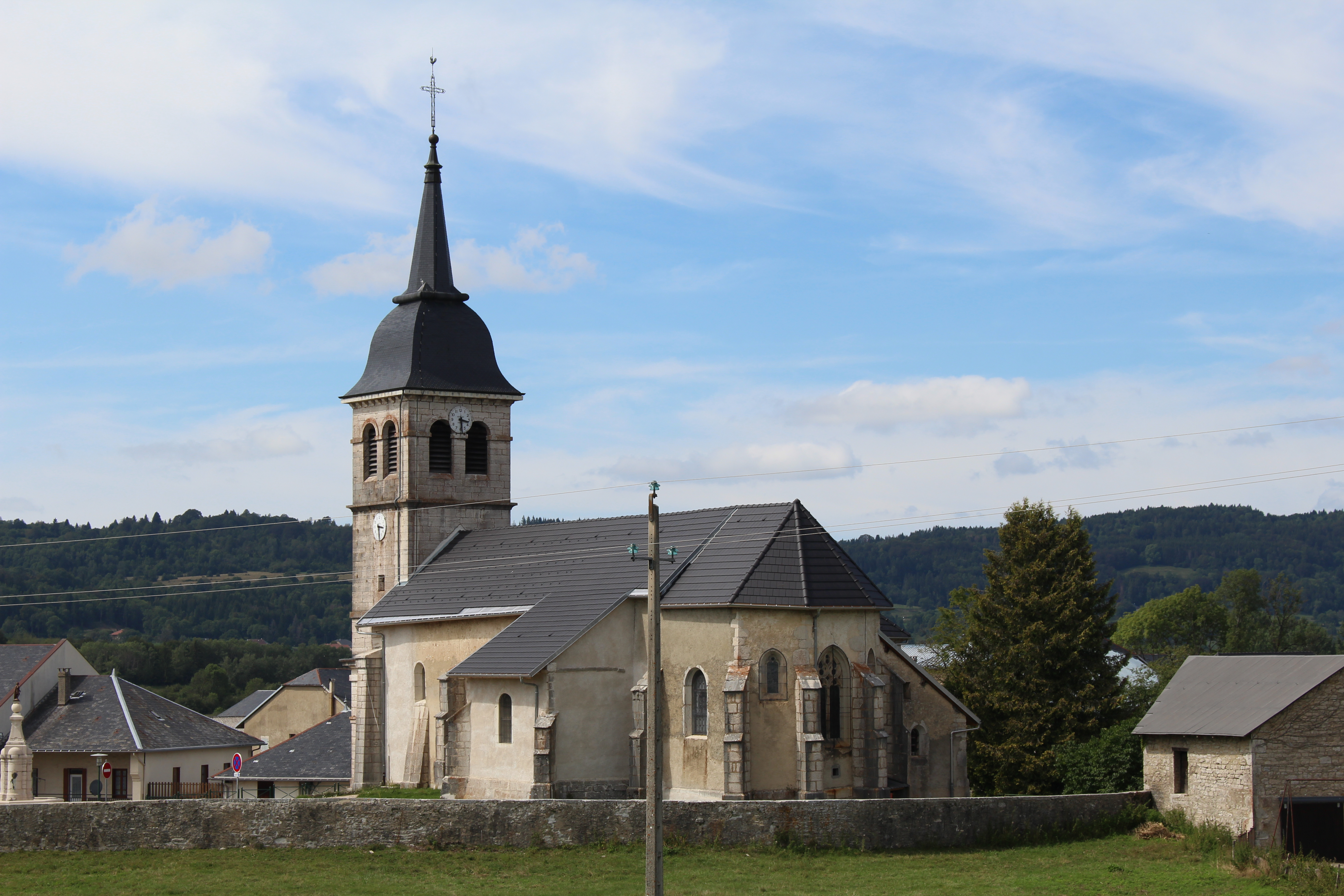
Kirche Saint-Victor et Saint-Ours in Champdor
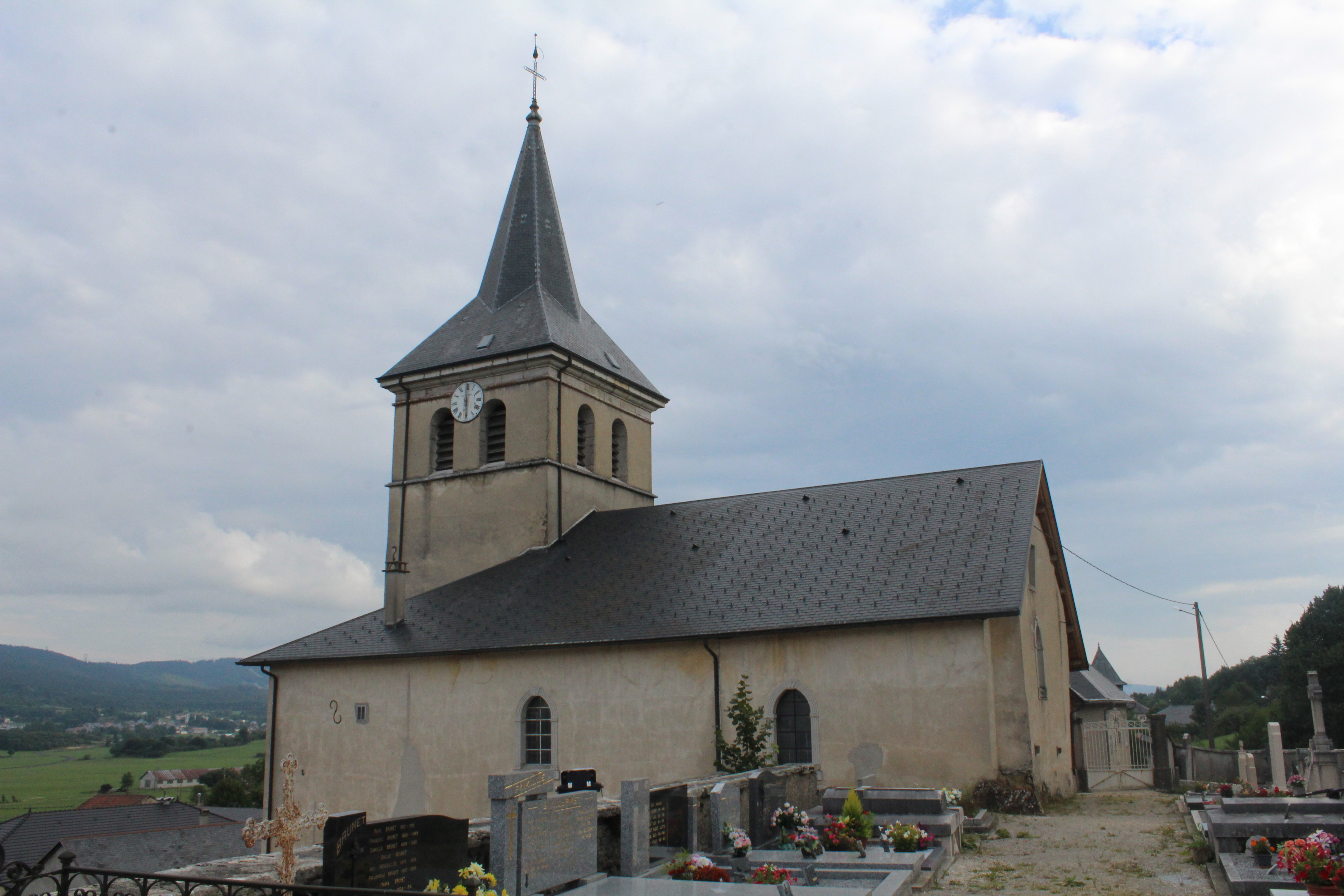
Kirche Saint-Martin in Corcelles